# Xiangyang
Xiangyang (chiń. 襄阳; pinyin Xiāngyáng) – miasto o statusie prefektury miejskiej w środkowych Chinach, w prowincji Hubei. W 2010 roku liczba mieszkańców miasta wynosiła 2 199 689. Prefektura miejska w 1999 roku liczyła 5 770 528 mieszkańców. Ośrodek przemysłu spożywczego, włókienniczego i samochodowego.
Stolica rzymskokatolickiej diecezji Xiangyang.

## Historia
Xiangyang jest jednym z najstarszych miast w Chinach, w okresie panowania dynastii Han był miastem powiatowym, zaś od XII wieku był stolicą prefektury. W XIII wieku odgrywał rolę ważnej nadgranicznej twierdzy między państwem dynastii Song a Dżurdżenami i następnie Mongołami.
W 1950 roku Xiangyang został połączony z sąsiednim miastem Fancheng i zmieniono jego nazwę na Xiangfan (chiń. 襄樊; pinyin Xiāngfán). 2 grudnia 2010 przywrócono historyczną nazwę Xiangyang.

## Podział administracyjny
Prefektura miejska Xiangyang podzielona jest na 9 jednostek administracyjnych:
- Dzielnica:
  - Xiangzhou (襄州区)
  - Xiangcheng (襄城区)
  - Fancheng (樊城区)
- Miasta:
  - Zaoyang (枣阳市)
  - Yicheng (宜城市)
  - Laohekou (老河口市)
- Powiaty:
  - Nanzhang (南漳县)
  - Gucheng (谷城县)
  - Baokang (保康县)

| Mapa |
| --- |
| Xiangzhou Fancheng Xiangcheng Powiat · Nanzhang Powiat · Gucheng Powiat · Baokang Yicheng · (miasto) Laohekou · (miasto) Zaoyang · (miasto) |